# Yannick Kocon
Yannick Kocon (né le 20 août 1986 à Évry) est un patineur artistique français puis italien. Il a représenté la France dans les compétitions en individuel jusqu'à la saison 2006/2007, et représente l'Italie depuis la saison 2007/2008 pour les compétitions en couple. Avec sa partenaire Nicole Della Monica, ils sont doubles champions d'Italie 2009 et 2010.

## Biographie

### Carrière amateur en individuel pour la France (2000-2007)
- Yannick Kocon a d'abord patiné pour la France dans les compétitions masculines. Champion de France novice en 2001, vice-champion de France junior en 2003, il ne réussit pas à faire mieux que huitième aux championnats de France Elites en 2005 à Rennes. Il participe aux championnats du monde junior en 2006, mais la concurrence masculine étant très élevée en France, il n'a jamais pu participer ni aux championnats d'Europe ni aux championnats du monde.

- En 2007, après une treizième place aux championnats de France à Orléans, il décide de se tourner vers une carrière de patineur de couple. Il a alors 20 ans. Après une demande officielle de la fédération italienne et une réponse positive de la FFSG (Fédération française des sports de glace) le 8 juin 2007[1], Yannick Kocon patinera désormais pour l'Italie dans la catégorie des couples. Il rejoint ainsi son compatriote Samuel Contesti qui a fait le même choix que lui en allant patiner pour l'Italie.

### Carrière amateur en couple pour l'Italie (2007-2011)

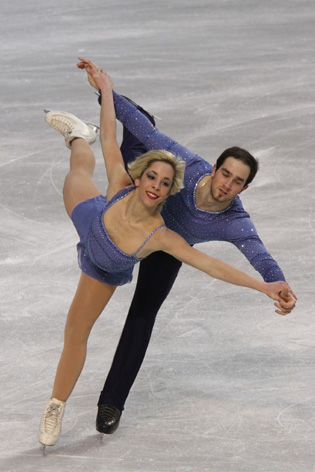
Aux championnats d'Europe 2010 à Tallinn.

- Yannick Kocon patine donc pour l'Italie depuis la saison 2007/2008. Il va former un couple artistique avec la patineuse individuelle Nicole Della Monica, âgée de 18 ans. Il obtient la nationalité italienne grâce à sa mère qui est italienne. Leurs nouveaux entraîneurs sont les Polonais Dorota Zagórska et Mariusz Siudek. Dès leur première saison ensemble, Yannick et Nicole deviennent champions d'Italie junior et prennent la 14e place des championnats du monde junior à Sofia en février/ mars 2008.

- En 2008/2009, pour leurs premiers championnats d'Italie seniors, ils prennent le titre national à Pignerol. Cela leur ouvre les portes des grands championnats internationaux. Pour leurs premiers championnats d'Europe en janvier 2009 à Helsinki, il rentre directement dans le top 10 européen en prenant la 6e place de la compétition. Deux mois plus tard, pour leurs premiers championnats du monde en mars 2009 à Los Angeles, ils récidivent en entrant dans le top 10 mondial en conquérant la 10e place.

- En 2009/2010, ils participent à leur première épreuve du Grand Prix ISU, la Coupe de Russie en octobre 2009, où ils prennent la 5e place. Quelques mois plus tard, ils conservent leur titre national à Brescia puis leur 6e place européenne lors des championnats d'Europe de janvier 2010 à Tallinn. Trois semaines plus tard, ils participent à leurs premiers jeux olympiques en février 2010 à Vancouver. Ils vont redescendre un peu du classement mondial en ne prenant que la 12e position olympique. Ils sont ensuite forfait pour les championnats du monde en mars 2010 à Turin et remplacés par les vice-champions d'Italie Stefania Berton & Ondrej Hotarek.

- En 2010/2011, ils prennent la 6e place de la Coupe de Chine en novembre 2010. Nicole della Monica s'est ensuite blessée au genou gauche, ce qui oblige le couple à déclarer forfait[2] au Trophée Bompard, aux championnats d'Italie de décembre à Milan et aux championnats d'Europe en janvier 2011 à Berne. Le couple annonce ensuite l'arrêt de leur carrière ensemble, le problème au genou de la patineuse persistant.

## Palmarès

### En individuel pour la France
| Compétition                   | 2004 | 2005 | 2006 | 2007 |
| Jeux olympiques d'hiver       |      |      |      |      |
| Championnats du monde         |      |      |      |      |
| Championnats d’Europe         |      |      |      |      |
| Championnats de France        | 13e  | 8e   | 9e   | 13e  |
| Championnats du monde juniors |      |      | 19e  |      |
| Légende : F= Forfait          |      |      |      |      |

### En couple pour l'Italie
| Compétition                              | 2008    | 2009    | 2010    | 2011    |  |  |  |  |  |  |  |  |  |  |
| Jeux olympiques d'hiver                  |         |         | 12e     |         |  |  |  |  |  |  |  |  |  |  |
| Championnats du monde                    |         | 10e     | F       |         |  |  |  |  |  |  |  |  |  |  |
| Championnats d’Europe                    |         | 6e      | 6e      | F       |  |  |  |  |  |  |  |  |  |  |
| Championnats d'Italie                    |         | 1er     | 1er     | F       |  |  |  |  |  |  |  |  |  |  |
| Championnats du monde juniors            | 14e     |         |         |         |  |  |  |  |  |  |  |  |  |  |
|                                          |         |         |         |         |  |  |  |  |  |  |  |  |  |  |
| Grand Prix ISU                           | 2007/08 | 2008/09 | 2009/10 | 2010/11 |  |  |  |  |  |  |  |  |  |  |
| Coupe de Chine                           |         |         |         | 6e      |  |  |  |  |  |  |  |  |  |  |
| Trophée de France                        |         |         |         | F       |  |  |  |  |  |  |  |  |  |  |
| Coupe de Russie                          |         |         | 5e      |         |  |  |  |  |  |  |  |  |  |  |
| Légende : F= Forfait ; Résultats à venir |         |         |         |         |  |  |  |  |  |  |  |  |  |  |